# هيدينوبو تاكاسو
هيدينوبو تاكاسو (باليابانية: 高須 英暢) (29 نوفمبر 1991 في تويوهاشي في اليابان – )؛ هو لاعب كرة قدم كان يلعب كمهاجم.

## وصلات خارجية
- هيدينوبو تاكاسو على موقع قاعدة بيانات كرة القدم.إي يو (الإنجليزية)
- هيدينوبو تاكاسو على موقع Soccerway.com (الإنجليزية)
- هيدينوبو تاكاسو على موقع عالم كرة القدم.نت (الإنجليزية)